# Municipio de Springfield (condado de Mahoning)
El municipio de Springfield (en inglés: Springfield Township) es un municipio ubicado en el condado de Mahoning en el estado estadounidense de Ohio. En el año 2010 tenía una población de 6703 habitantes y una densidad poblacional de 74,15 personas por km².

## Geografía
El municipio de Springfield se encuentra ubicado en las coordenadas 40°56′19″N 80°34′21″O / 40.93861, -80.57250. Según la Oficina del Censo de los Estados Unidos, el municipio tiene una superficie total de 90.4 km², de la cual 86.55 km² corresponden a tierra firme y (4.26%) 3.85 km² es agua.

## Demografía
Según el censo de 2010, había 6703 personas residiendo en el municipio de Springfield. La densidad de población era de 74,15 hab./km². De los 6703 habitantes, el municipio de Springfield estaba compuesto por el 97.87% blancos, el 0.42% eran afroamericanos, el 0.07% eran amerindios, el 0.57% eran asiáticos, el 0.01% eran isleños del Pacífico, el 0.22% eran de otras razas y el 0.84% pertenecían a dos o más razas. Del total de la población el 1.49% eran hispanos o latinos de cualquier raza.